# Sarcopera anomala
Sarcopera anomala är en tvåhjärtbladig växtart som först beskrevs av Carl Sigismund Kunth och fick sitt nu gällande namn av H.G. Bedell. Sarcopera anomala ingår i släktet Sarcopera och familjen Marcgraviaceae. Inga underarter finns listade i Catalogue of Life.